# ریشارد واسکو
ریشارد واسکو (لهستانی: Ryszard Wasko؛ زادهٔ ۲۱ فوریهٔ ۱۹۴۷) یک عکاس، نقاش، هنرمند چیدمان و استاد دانشگاه اهل لهستان است.
او دانش‌آموختهٔ مدرسه ملی فیلم ووچ است سپس برقراری حکومت نظامی در لهستان، به آلمان رفت و بورسیهٔ مؤسسه مبادلات آکادمیک آلمان را دریافت داشت. آثار وی نمایشگاه‌هایی در مرکز ملی هنر و فرهنگ ژرژ پمپیدو، دوسالانه ونیز، تیت مدرن و موزه هنر مدرن به نمایش درآمده است.
وی همچنین برندهٔ جوایزی همچون نشان افتخار تولد لهستان شده‌است.